# 水母与蜗牛
《水母与蜗牛——一个生物学观察者的手记（续）》（英語：The Medusa and the Snail: More Notes of a Biology Watcher）是刘易斯·托马斯在1974年至1978年间为《新英格兰医学杂志》所撰写的29篇短文的合集，1979年由維京出版社出版，曾获1981年美國國家圖書獎，1995年由企鹅出版集团再版，1996年湖南科学技术出版社出版了其简体中文版，并归入其《第一推动丛书》。